# Virgilio Ripari
Virgilio Ripari (Bozzolo, 1843 – Milano, 11 aprile 1902) è stato un pittore italiano, soprattutto genere raffigurante scene di donne e fiori. Il suo stile è descritto come un tardo romantico, spesso raffigurante suore e scene galanti.

## Biografia
Ripari nacque ad Bozzolo, in provincia di Mantova, da una famiglia di contadini, che doveva metterlo in un orfanotrofio nella vicina Asola. Aiutato da figure locali, la cittadina gli concesse una borsa di studio per frequentare l'Accademia di Brera, dove vinse alcuni premi. Ha studiato sotto Giuseppe Bertini e Raffaele Casnedi.
Nel 1866 si offrì volontario per l'esercito italiano e combatté in Tirolo. Dopo la guerra espose in mostra Una prima volta e due ritratti al vero e una più grande tela: Il bagno Pompeiano. Da adulto risiedette a Milano.
Dipinse una serie di quadri ad olio e acquerelli per la Regina d'Inghilterra. Nel 1872 all'Esposizione di Milano ha mostrato: Passeggio nel giardino, Le rose e un ritratto. Nel 1883 a Milano espose: Buon giorno, I fiori per la sacra, Prima neve e Per l'onomastico della padrona. Nel 1884 all'Esposizione di Torino mostrò Peccato e preghiera.  Ripari inviò nel 1886 alla Fiera di Milano: Studio, Venditori di frutta, Pittrici moderne, Furto innocente. Per l'Esposizione di Venezia del 1887 Ripari inviò: Prima della scuola e Fiori per tutti. Alla Esposizione di Belle Arti di Milano del 1889 mostrò: Dalle valli al monte, Al fonte, Amenità e Ritratto di bambina. La Galleria d'Arte Moderna di Milano ha un certo numero di sue opere, tra cui Alla finestra (1850), Il mese di Maria (1875), Il Getto dei fiori (1850), Linda e Peo (1850), Peccato e preghiera (1882), Ricordi (1850), Il giorno (1850), Fiori (1850).
Il critico contemporaneo Virgilio Colombo ha notato in Ripari l'influenza di Tranquillo Cremona, ma con meno iridescenza e una più delicata pennellata, e condividere di più con Mosè Bianchi. Più tardi nella vita si concentrò suo ritratti.
Morì a Milano l'11 aprile 1902.